# Afrolarcus inaequalis
Afrolarcus inaequalis är en insektsart som först beskrevs av Karsch 1890.  Afrolarcus inaequalis ingår i släktet Afrolarcus och familjen torngräshoppor. Inga underarter finns listade i Catalogue of Life.